# Jupp Menth
Josef „Jupp“ Menth (* 24. September 1946 in Köln) ist ein deutscher Karnevalist. Bis 2019 trat er in der Kunstfigur Ne Kölsche Schutzmann als Büttenredner auf.

## Leben und Wirken
Menth wurde als Sohn eines Polizeibeamten in Köln geboren und trat mit 17 Jahren ebenfalls in den Polizeidienst des Landes Nordrhein-Westfalen ein, zunächst als Schutzpolizist in Köln. 1971 wechselte er zur Kriminalpolizei der Domstadt und absolvierte Stationen in den Dezernaten für Glücksspiel- und Waffendelikte sowie der „Sitte“.
Als Mitglied im Bund Deutscher Kriminalbeamter wurde Menth 1989 gebeten, die Laudatio zur Verleihung des Verdienstordens Bul le Mérite an Horst Tappert („Derrick“) zu halten. Aus diesem mit kölschem Humor gespicktem Auftritt in Bad Godesberg entwickelte sich die Figur Ne Kölsche Schutzmann, mit der Menth in den folgenden 27 Jahren auf einer Vielzahl von Veranstaltungen auftrat. Menth trug seine Büttenreden ausschließlich in der Kölner Mundart (Kölsch) vor. Zusammen mit der stets wiedererkennbaren Teiluniform aus grüner Hose und Tschako formte dies seinen Ruf als kölsches Original.
Nach 42 Berufsjahren wurde Jupp Menth 2011 im Rang eines Kriminalhauptkommissar pensioniert, setzte seine Bühnenkarriere aber zunächst fort.

## Kontroverse und Rückzug aus dem Karneval
Nach Kritik an einigen als frauenfeindlich empfundenen Witzen wurde er 2017 von einer Veranstaltung der IG Metall ausgeladen. So sagte er über die damalige Vorsitzende der Grünen, Simone Peter, wegen von ihr geäußerter Kritik an einem Einsatz der Kölner Polizei: „Frau Peter, wenn Sie ein Kerl wären, würde ich sagen: Sie sind ein Arschloch.“ Kurz darauf verkündete er seinen Rückzug von der Bühne wegen gesundheitlicher Probleme, nachdem er bereits in den Jahren davor unter zum Teil schweren Herzproblemen gelitten hatte. 2018/2019 kehrte er für einige kleinere Auftritte zurück.

## Ehrungen (Auswahl)
- 2005 Magister Linguae et humoris coloniensis, Karnevalsgesellschaft Fidele Aujusse Blau-Gold vun 1969 e.V.[7]
- 2008 Ritter der Freude, Neue Pulheimer Karnevalsgesellschaft von 1973 e.V.[8]
- 2017 Verdienstmedaille der KKG Nippesser Bürgerwehr 1903 e.V.[9]
- 2017 Ehrenmitglied des Sozialwerkes der Kölner Polizei[10]
- 2019 Goldenes Erdmännchen, Karnevalistischer Wohltätigkeitsverein Kleine Erdmännchen. Kölsche für Kölsche 1994 e.V.[11]